# Montreuil-en-Caux
Montreuil-en-Caux és un municipi francès situat al departament del Sena Marítim i a la regió de Normandia. L'any 2007 tenia 428 habitants.

## Demografia

### Població
El 2007 la població de fet de Montreuil-en-Caux era de 428 persones. Hi havia 152 famílies de les quals 28 eren unipersonals (12 homes vivint sols i 16 dones vivint soles), 48 parelles sense fills, 64 parelles amb fills i 12 famílies monoparentals amb fills.
La població ha evolucionat segons el següent gràfic:
Habitants censats

### Habitatges
El 2007 hi havia 178 habitatges, 162 eren l'habitatge principal de la família, 12 eren segones residències i 3 estaven desocupats. 172 eren cases i 1 era un apartament. Dels 162 habitatges principals, 143 estaven ocupats pels seus propietaris, 17 estaven llogats i ocupats pels llogaters i 3 estaven cedits a títol gratuït; 1 tenia una cambra, 9 en tenien dues, 17 en tenien tres, 35 en tenien quatre i 101 en tenien cinc o més. 125 habitatges disposaven pel capbaix d'una plaça de pàrquing. A 76 habitatges hi havia un automòbil i a 74 n'hi havia dos o més.

### Piràmide de població
La piràmide de població per edats i sexe el 2009 era:
| Homes | Edats   | Dones |
| ----- | ------- | ----- |
| 0     | 95 o +  | 0     |
| 4     | 90 a 94 | 0     |
| 0     | 85 a 89 | 4     |
| 0     | 80 a 84 | 4     |
| 20    | 75 a 79 | 8     |
| 8     | 70 a 74 | 8     |
| 4     | 65 a 69 | 0     |
| 16    | 60 a 64 | 12    |
| 4     | 55 a 59 | 16    |
| 20    | 50 a 54 | 8     |
| 8     | 45 a 49 | 20    |
| 20    | 40 a 44 | 20    |
| 4     | 35 a 39 | 12    |
| 20    | 30 a 34 | 16    |
| 8     | 25 a 29 | 12    |
| 4     | 20 a 24 | 12    |
| 12    | 15 a 19 | 8     |
| 16    | 10 a 14 | 12    |
| 4     | 5 a 9   | 12    |
| 16    | 0 a 4   | 12    |

## Economia
El 2007 la població en edat de treballar era de 259 persones, 206 eren actives i 53 eren inactives. De les 206 persones actives 186 estaven ocupades (105 homes i 81 dones) i 20 estaven aturades (6 homes i 14 dones). De les 53 persones inactives 17 estaven jubilades, 17 estaven estudiant i 19 estaven classificades com a «altres inactius».

### Ingressos
El 2009 a Montreuil-en-Caux hi havia 168 unitats fiscals que integraven 490 persones, la mediana anual d'ingressos fiscals per persona era de 17.566,5 €.

### Activitats econòmiques
Dels 11 establiments que hi havia el 2007, 1 era d'una empresa de fabricació d'altres productes industrials, 3 d'empreses de construcció, 3 d'empreses de comerç i reparació d'automòbils, 1 d'una empresa immobiliària, 1 d'una empresa de serveis i 2 d'empreses classificades com a «altres activitats de serveis».
Dels 5 establiments de servei als particulars que hi havia el 2009, 1 era una funerària, 1 paleta, 1 guixaire pintor, 1 lampisteria i 1 perruqueria.
L'únic establiment comercial que hi havia el 2009 era una botiga d'equipament de la llar.
L'any 2000 a Montreuil-en-Caux hi havia 15 explotacions agrícoles que ocupaven un total de 469 hectàrees.

## Poblacions més properes
El següent diagrama mostra les poblacions més properes.